# 佩韋克海峽
佩韋克海峽是俄羅斯的海峽，連接恰翁灣和東西伯利亞海，由楚科奇自治區負責管轄，長14公里、寬4公里，平均水深15至25米，最大水深31米，該國最北端城市佩韋克位於海峽東岸。